# Пиковый валет
«Пиковый валет» (повесть о мошенниках) — книга Бориса Акунина из серии «Приключения Эраста Фандорина». Вместе с повестью «Декоратор» образуют книгу «Особые поручения».
Акунин задумал серию «Приключения Эраста Фандорина» как краткое изложение всех жанров детектива, каждый роман представлял собой новый жанр.

## Сюжет
1886 год. В Москве орудует шайка мошенников «Пиковый Валет». Они нахальны, изобретательны и уверены в своей безнаказанности. Они проворачивают чрезвычайно дерзкие аферы и бесследно исчезают с места преступления. Но за дело берётся разоблачитель заговоров, мастер по тайным расследованиям, кавалер Орденов Хризантем, специалист по ведению деликатных и тайных дел Эраст Петрович Фандорин, во время этого расследования ему будет помогать курьер жандармского управления Анисий Тюльпанов.
В повести можно найти отсылку к роману «Азазель» — первой книге из серии об Эрасте Фандорине:
«Я, Тюльпанов, карт терпеть не могу, а п-пикового валета (его ещё Момусом называют) в особенности. У меня с ним связаны весьма неприятные воспоминания».
Название шайки напоминает Фандорину его первое дело и карточную игру с бретёром Зуровым, который подтасовал колоду, чтобы заставить героя стреляться.

## Примечательные факты
- В «Пиковом валете» одним из главных действующий лиц является помощник Фандорина коллежский регистратор Анисий Тюльпанов — невзрачный, но способный юноша.
- Это единственное произведение фандоринского цикла, в котором не погибает ни один персонаж.

## Прототипы
- У Гиляровского описан случай с бандой «Пиковых валетов», Шпеером и князем Долгоруковым, который, видимо, и послужил частью сюжета книги.
- Настоящее имя главного отрицательного персонажа повести — Момуса — Дмитрий Саввин, бывший корнет. Его прототипом, по словам автора, стал реально существовавший авантюрист, корнет Николай Савин.